# Jeeves (ERP-System)
Jeeves Information Systems, üblicherweise als Jeeves abgekürzt, ist ein schnell wachsendens ERP (Enterprise Resource Planning)-System des gleichnamigen schwedischen Herstellers. 
Jeeves wurde 1992 von schwedischen Unternehmern gegründet. Der Hauptsitz befindet sich in Stockholm. Zwischen 1999 und 2012 war das Unternehmen an der Stockholmer Börse notiert. 2012 wurde das Unternehmen von der amerikanischen Risikokapitalgesellschaft Battery Ventures mit Sitz in Boston, Massachusetts übernommen.
Das Unternehmen arbeitet mit einem Netzwerk von Partnern in Europa, Nordamerika, Australien und Asien.
Das ERP-System ist auf wachstumsstarke Unternehmen in Fertigung, Großhandel und im Dienstleistungssektor ausgelegt und hat mehr als 4.000 Kunden in über 40 Ländern. 
Jeeves bietet zwei ERP-Systeme, Jeeves Selected für kleine und mittelständische Unternehmen, und Jeeves Universal für mittelständische Unternehmen ab ca. 100 Mitarbeitern. Die beiden Systeme basieren auf derselben Technologie und ermöglichen es so, nahtlos von Jeeves Selected auf Jeeves Universal zu wechseln und zu wachsen, wenn das Geschäft es erfordert. Das Analyse- und Beratungsunternehmen Exido hat Jeeves im Jahr 2009 als Schwedens beliebteste ERP-System gekürt.